# Cantó de Sant Amanç de Solt
El cantó de Sant Amanç de Solt és un cantó francès del departament del Tarn, situat al districte de Castres. Té 8 municipis i el cap cantonal és Sant Amanç de Solt.

## Municipis
- Albina
- Cap del Pont de Larn
- La Bastida Roairós
- La Cabareda
- Roairós
- Sant Amanç de Solt
- Sant Amanç de Val Toret
- Sauvatèrra

## Història
| Data d'elecció                           | Identitat       | Partit        | Qualitat |
| ---------------------------------------- | --------------- | ------------- | -------- |
| 1982-1994                                | Irénée Cros     | MRG           |          |
| 1994-2001                                | Marc Rouanet    | Divers droite |          |
| 2001-                                    | Daniel Vialelle | Divers gauche |          |
| les dades anteriors no són pas conegudes |                 |               |          |
|                                          |                 |               |          |

## Demografia
| 1962  | 1968  | 1975  | 1982  | 1990  | 1999  | 2006  |
| ----- | ----- | ----- | ----- | ----- | ----- | ----- |
| 8.217 | 8.577 | 7.680 | 7.112 | 7.152 | 6.803 | 6.661 |